# Sisyrinchium conzattii
Sisyrinchium conzattii là một loài thực vật có hoa trong họ Diên vĩ. Loài này được Calderón & Rzed. miêu tả khoa học đầu tiên năm 1985.